# Самсон и Далила (фильм, 1949)
«Самсон и Далила» (англ. Samson and Delilah) — драматический фильм 1949 года, снятый Сесилем Демиллем и выпущенный компанией Paramount Pictures. Фильм является экранизацией библейской истории о Самсоне и его возлюбленной Далиле, которая предала его и помогла филистимлянам его пленить. Подготовка к съёмочному процессу началась ещё в 1935 году, однако официально съёмки стартовали только в 1948. Сценарий, написанный Джесси Л. Ласки-младшим и Фредриком М. Франком, основан на библейской Книге Судей. Премьера «Самсона и Далилы» состоялась 21 декабря 1949 года сразу в двух кинотеатрах Нью-Йорка: Paramount и Rivoli.

## Сюжет
Израильский богатырь Самсон, прославившийся подвигами в войнах с филистимлянами, помолвлен с одной из них — Семадар. На свадебном пиру он проигрывает собственным гостям, из-за чего ему приходится напасть на 30 филистимлян. Вернувшись, Самсон узнаёт, что отец Семадары уже выдал её за другого. Между Самсоном и филистимлянами завязывается драка, в результате которой Семадар и её отец погибают. На Самсона начинают охоту, а позже собственный народ передаёт его филистимлянам, чему очень рада Далила, младшая сестра Семадары. Самсона берёт в плен принц Ахтур, военный губернатор земли Дана. По пути в Газу Ахтур начинает насмехаться над Самсоном, в ответ на что Самсон разрывает свои цепи. Он переворачивает колесницу Ахтура и забивает солдат филистимлян до смерти.
Весть о поражении Ахтура от рук Самсона достигает Сарана. Одновременно с этим к нему приходит Далила с предложением соблазнить Самсона, чтобы он раскрыл ей секрет своей силы. Её план срабатывает: узнав, что сила героя заключается в его длинных волосах, она обстригает их, пока тот спит, и передаёт в руки филистимлян. Те, в свою очередь, выкалывают ему глаза и отправляют на рабскую работу.
Спустя какое-то время, Самсона приводят в храм Дагона для развлечения филистимлян. Далила также находится там. Слепота Самсона и пытки, которые ему пришлось пережить, заставляют её раскаяться в своём предательстве. Оказывается, что она была тайно влюблена в него ещё с тех пор, как он был помолвлен с Самадарой. Далила посещает публичную пытку Самсона, кнутом направляя его к основным опорам храма. Как только он оказывается между ними, он говорит Далиле бежать, однако она остаётся, невидимая им. Самсон раздвигает колонны, и храм разрушается, хороня его, Далилу и всех филистимлян.

## Производство
В апреле 1934 году студия Paramount объявила, что следующей их с Демиллем «большой картиной» (после «Клеопатры») будет «Самсон и Далила». На главные роли изначально были утверждены Мириам Хопкинс и Генри Вилкоксон. В конечном счёте съёмки фильма были перенесены, а Демилль занялся производством «Крестовых походов».
В мае 1935 года Motion Picture Daily сообщила о том, что съёмки «Самсона и Далилы» должны были начаться через пять недель после окончания «Крестовых походов». Paramount купили права на музыку и либретто оперы «Самсон и Далила» 1877 года. Демилль выплатил 10 тыс. $ историку Гарольду Лэмбу, чтобы тот адаптировал библейскую историю для сценария. Демилль считал ее «одной из величайших любовных историй всех времён». Также была нанята и Джини Макферсон, работающая совместно с Лэмбом над созданием сценария. Демилль рассматривал возможности съёмки с помощью новой на тот момент технологии техниколора. Однако, после выхода «Крестовых походов» Paramount заключило с Демиллем новый договор, тем самым отменив выход «Самсона и Далилы».
Десять лет спустя, 15 августа 1946 года, Демилль публично заявил о том, что начнёт работать над «Самсоном и Далилой» сразу после окончания съёмок «Непобеждённого». Позже, в автобиографии Демилль написал, что Paramount сомневались насчёт финансирования «сказки о воскресной школе». Проект был одобрен только после того, как Демилль показал им наброски Дэна Гросбека, на которых был изображён «большой, мускулистый» Самсон и «стройная, невероятно привлекательная» Далила.
Весной 1948 года Демилль нанял иллюстратора Генри Клайва, чтобы тот написал «идеальную Далилу» на холсте. Режиссёр изучал портреты Далилы, написанные Рубенсом, Рембрандтом и Соломоном, однако хотел, чтобы Далила на экране выглядела современно. Он представлял её так: «она должна обладать опасной способностью к мести; тёплая, мягкая, хитрая; комбинация Вивьен Ли и Джин Симмонс с чертой Ланы Тёрнер».
Помимо Библии, «Самсон и Далила» Демилля базируется ещё и на книге «Самсон Назорей», романе Владимира Жаботинского. Режиссёр купил права на эту книгу. В ней Жаботинский изобразил Далилу в качестве сестры филистимлянской невесты Самсона. Благодаря этому, в сценарии появилась возможность развернуть настоящую связанную драму.
7 сентября 1948 года Сесил Блаунт Демилль, Джесси Ласки мл. и Фредерик М. Фрэнк завершили сценарий из 186 страниц.
«Мы не изменили библейскую историю, но мы сделали одну важную вещь — мы дали имя младшей дочери. В Библии у неё нет имени. Мы назвали ее Далила. И только тогда я понял, что картина получится. Библия не указывает на то, что Далила была младшей сестрой, она говорит о ней намного позже как о женщине, которую любил Самсон. Но она могла бы быть младшей сестрой».

## Съёмки
Основная часть съёмок началась 4 октября 1948 и закончилась 22 декабря 1948 года. Дополнительные сцены и крупные планы были сняты с 18 января по 21 января 1949. Спецэффекты, использованные в фильме, были сделаны Гордоном Дженнингсом. Свержение храма Дагона, бога филистимлян, является одной из самых невероятных сцен в «Самсоне и Далиле». На её съёмки ушёл целый год и 150 тысяч долларов. Нижняя часть храма была построена в натуральную величину, а также была возведена 11-метровая модель с 5-метровой статуей Дагона. Обе эти конструкции использовались во время съёмок, а впоследствии были соединены на экране при помощи «motion repeater system», позволяющей точно повторить все движения камеры.

## Реакция
Фильм получил высокую оценку критиков благодаря кинематографии Technicolor, выдающейся актёрской работе, костюмам, декорациям и инновационным спецэффектам. Он стал самым кассовым фильмом 1950 года.
Showmen’s Trade Review писали, что фильм «претендует на звание самого впечатляющего и великолепного фильма, снятого Демиллем со времён исторического религиозного эпоса 1923 года („Десять заповедей“)».
В обзоре Harrison’s Reports говорится: «Мистер ДеМилль преуспел не только в сохранении подлинности истории, но и в создании для неё очень увлекательной формы. Его сочетание зрелищности и человечности привлечёт внимание любого зрителя».
Обозреватель Modern Screen: «Фильм великолепен, от него невозможно оторваться».
Boxoffice посчитал это «самым поразительным зрелищем, которое когда-либо существовало».
The Exhibitor, в свою очередь, предсказал одну важную вещь: «Этот фильм войдёт в список самых великих фильмов всех времён».
Variety обратили внимание и на актёрский состав фильма: «Виктор Мэтьюр прекрасно вписывается в роль симпатичного, но недалёкого качка, созданного Библией и Демиллем из персонажа Самсона. Хеди Ламарр никогда не была настолько привлекательной, ей удалось сделать Далилу настоящей обольстительницей».
Босли Кроутер из «The New York Times» восхищался «ослепительными кадрами великолепных костюмов и роскошных декораций, которые цветные камеры мистера ДеМилля блестяще демонстрировали. Цвет редко использовался более пышно или безошибочно».

## В ролях
- Хеди Ламарр — Далила
- Виктор Мэтьюр — Самсон
- Джордж Сандерс — Саран Газы
- Анджела Лэнсбери — Семадар
- Генри Вилкоксон — Ахтур
- Олив Диринг — Мириам
- Фэй Холден — Хацлелпони
- Джулия Фэй — Хишам
- Расс Тэмблин — Сол
- Уильям Фарнум — Тубал
- Лэйн Чандлер — Тереш
- Морони Олсен — Таргил
- Фрэнсис Макдональд — рассказчик
- Уильям Дэвис — Гармискар
- Джон Мильян — Леш Лакиш
- Артур К. Брайан — толстый торговец-филистимлянин
- Колин Тэпли — принц
- Кейси Роджерс — наблюдатель
- Виктор Варкони — царь Ашдода
- Джон Пэрриш — царь Гефа
- Фрэнк Уилкокс — царь Экрона
- Рассел Хикс — царь Ашкелона
- Бойд Дэвис — священник
- Фриц Лейбер — царь Шариф
- Майк Мазурки — лидер филистимлянских солдат
- Дэвисон Кларк — крупный торговец
- Джордж Ривз — раненый гонец
- Педро Де Кордоба — Симон
- Фрэнк Рейхер — парикмахер

В титрах не указаны
- Гарри Кординг — принц
- Чарльз Мередит — верховный жрец Дагона
- Лестер Дорр — жертва

## Награды и номинации
Оскар 1951 г.
- Лучшая работа художника (цветные фильмы) — Победитель
- Лучшая работа художника по костюмам (цветные фильмы) — Победитель
- Лучшая работа оператора (цветные фильмы) — Номинация
- Лучшие спецэффекты — Номинация
- Лучший саундтрек для драматических/комедийных картин — Номинация

Золотой глобус 1951 г.
- Лучшая работа оператора (цветные фильмы) — Номинация

AFI
- 2002: 100 самых страстных американских фильмов за 100 лет — Номинация
- 2005: Лучшая музыка в американских фильмах за 100 лет — Номинация
- 2008: AFI's 10 Top 10 — Номинация